# Sentence of Death
Sentence Of Death è il primo EP del gruppo musicale thrash metal Destruction, pubblicato dalla Steamhammer nel 1984 e ristampato dalla Metal Blade Records nel 1985.

## Tracce
1. Intro – 1:14
2. Total Desaster – 4:06
3. Black Mass – 4:00
4. Mad Butcher – 3:31
5. Satan's Vengeance – 3:16
6. Devil's Soldiers – 3:26

## Formazione
- Marcel Schirmer - basso & voce
- Mike Sifringer - chitarra
- Thomas Sandmann  - batteria